# Amblyothele togona
Amblyothele togona är en spindelart som beskrevs av Roewer 1960. Amblyothele togona ingår i släktet Amblyothele och familjen vargspindlar.
Artens utbredningsområde är Togo. Inga underarter finns listade i Catalogue of Life.